# Marià Josep Savé
Marià Josep Savé (Barcelona, 1747 - Montserrat, 4 d'abril de 1807) va ser un ermità català.
Va vestir l'hàbit el 18 de desembre de 1789, i professà el 21 de desembre de 1790. Hi ha constància que va viure a l'ermita de Santa Magdalena i, posteriorment, des de 1806, a l'ermita de la Santíssima Trinitat, on va morir el 4 d'abril de 1807.